# Summà

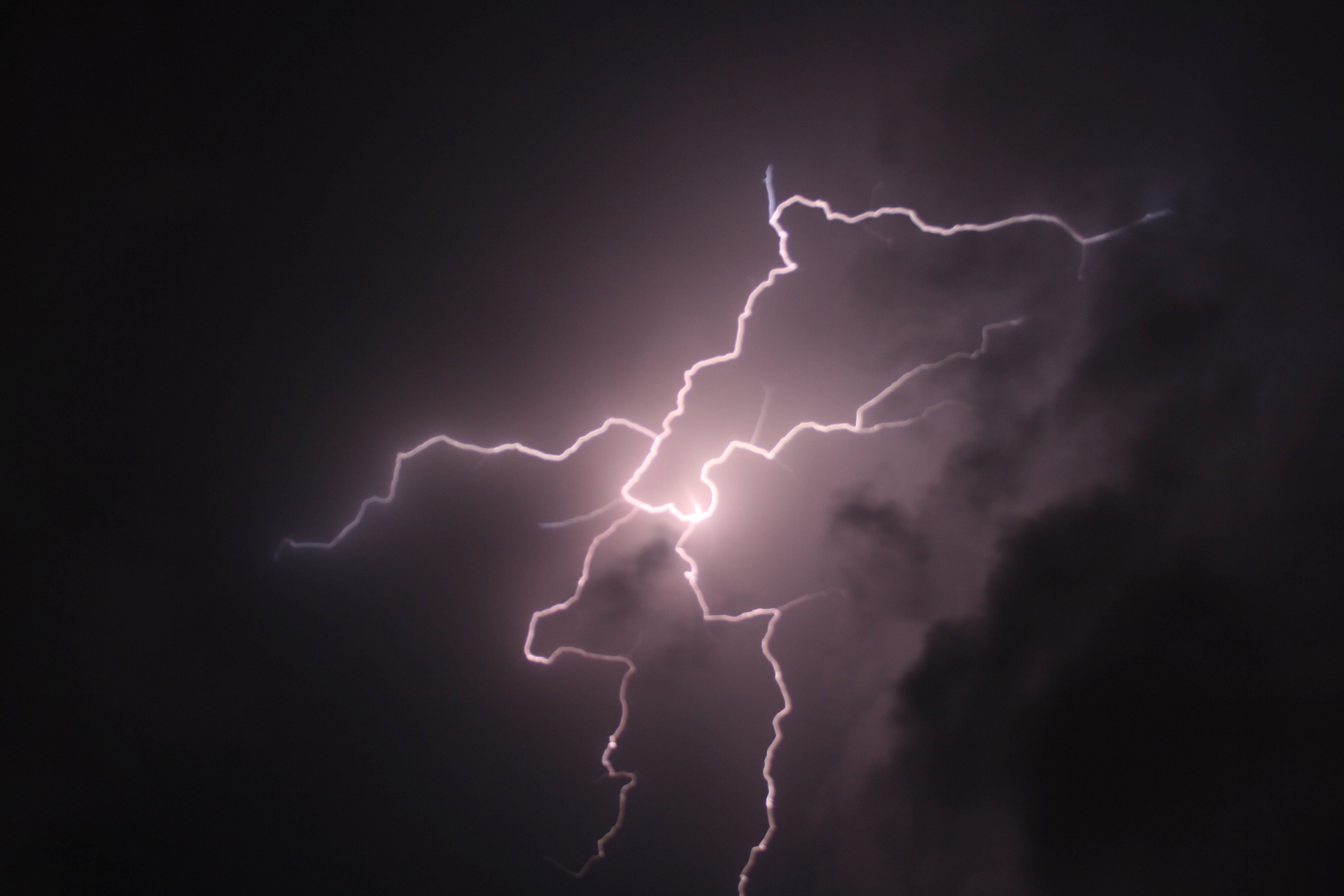
Segons alguns autors, Summanus estava associat amb els misteris del cel nocturn.

Summà (en llatí Summānus) fou una antiga divinitat de la mitologia romana. Hi ha diverses teories sobre la seva procedència i els seus atributs. Alguns el consideren un deu de l'inframon i altres la màxima autoritat del cel nocturn, el complement de Júpiter, que era el déu del cel diürn. Tenia un temple a Roma proper al Circ Màxim.

## Orígens
Plini el Vell deia que Summanus era un déu d'origen etrusc i una de les nou divinitats relacionades amb els trons. Marc Terenci Varró, en canvi, el va situar entre els déus d'origen sabí, i, segons aquest autor, el rei Titus Taci li havia dedicat un altar (ara) en compliment d'un vot. Pau Diaca només deia d'ell que era un déu amb el poder de controlar els trons.
S'ha proposat que el seu nom podria derivar de la unió del prefix llatí sub- («per baix») amb el terme manus («mà») o potser amb el terme mane («matí»), que també es troba en l'etimologia de Mater Matuta. Segons aquesta proposta sub- s'entendria com «anterior a» i Summanus seria el déu dels trons anteriors al dia, és a dir, el déu de la nit.
Una altra proposta seria el resultat de la unió dels termes Summus i Manium i voldria dir «el més gran dels manes», sent els manes esperits dels morts. Aquesta explicació era la que oferia Marcià Capel·la. Segons aquest autor Summanus era un altre nom del déu Vulcà, també considerat la màxima autoritat entre els manes i tots els éssers de l'inframon. Aquesta identificació la van reprendre escriptors posteriors entre els que està Camões («Si a l'ombrívol regne de Summanus / ara suporteu pitjor càstig …») i Milton, fent un símil descrivint una suposada visita de Satan a Roma:«Just igual com Summanus, embolcallat en una espiral del fum blau de les flames, es deixa caure sobre la gent i les ciutats». Aquest caràcter ctònic s'endevina pel tipus de sacrifici que se li oferia. En els registres dels Fratres Arvales consta que en una ocasió va caure un llampec durant la nit al bosc de la deessa Dea Dia, i els sacerdots van sacrificar dues ovelles negres per placar la ira de Summà.
Georges Dumézil va dir que Summanus representaria l'element misteriós, violent i colpidor dels déus relacionats amb la primera funció, lligat amb la sobirania dels cels. El doble aspecte de la sobirania dels cels està present en els déus vèdics Varuna i Mitra, que en la religió romana correspon a la parella Dis Pater i Dius Fidius, més tard Summanus i Júpiter. El primer membre d'aquestes parelles encarna els misteris i la violència del cel nocturn mentre que el segon membre se li atribueix la certesa, la claror del dia, la legalitat.

## Culte
A Roma se li va dedicar un temple durant les Guerres pírriques, el 20 de juny del 278 aC. Estava situat a l'oest del Circ Màxim. Sembla que el motiu de la construcció va ser que l'estàtua d'aquest déu, que estava a la teulada del temple de Júpiter Capitolí havia estat afectada per la caiguda d'un llamp. Cada 20 de juny, el dia abans de començar el solstici d'estiu, es cuinaven unes pastes anomenades summanalia, fetes amb farina, llet i mel, amb forma de rodes. Aquest dolços es portaven al temple per la seva benedicció mentre es feia un ritual propiciatori que consistia en el sacrifici de dos bous negres o dos bocs castrats. Les víctimes de pelatge negre eren l'ofrena típica per als déus de caràcter ctònic. La forma de roda podria ser un símbol solar.
Sant Agustí narrava que als inicis de Roma, el déu Summanus tenia més devots que Júpiter, però a partir de la construcció del luxós temple al Capitoli Summanus va anar perdent protagonisme.
Ciceró descriu l'episodi en què la decoració de terracota que tenia la teulada del temple de Júpiter, es va fer malbé per la caiguda d'un llamp i formant part d'aquesta decoració hi havia una estàtua de Summanus que es va quedar sense cap i no el trobaven enlloc. Llavors es va demanar a l'harúspex que consultés amb els déus què calia fer. La resposta va ser que busquessin dins del riu Tíber i efectivament van trobar el cap al lloc indicat per l'endeví. Es dedueix doncs, que en un principi el temple de Júpiter al capitoli era un temple compartit entre els dos déus.
El temple de Summanus també va ser tocat per un llamp l'any 197 aC.

## Summanus i el Mont Summano
Tradicionalment el Mont Summano, amb una elevació de 1291 m, situat als Alps a prop de Vicenza (Vèneto, Itàlia) era considerat un lloc de culte del déu Vulcà, Iupiter Summanus i els manes.
Aquesta zona va ser un dels últims reductes de l'antiga religió romana durant la cristianització de la península italiana, com així ho demostra el fet que no hi va haver bisbe fins a l'any 590.
Unes excavacions arqueològiques van posar al descobert un santuari, que s'ha datat en la primera Edat del ferro (segle ix aC) i va estar actiu amb continuïtat fins al segle iv. La flora local és bastant peculiar a causa dels antics pelegrins els quals tenien el costum de portar flors dels seus respectius llocs d'origen.
El cim d'aquesta muntanya és un lloc que atreu els llamps amb freqüència. A l'intrior de la muntanya hi ha una gruta profunda, anomenada Bocca Lorenza, on segons la llegenda local, una jove pastora es va perdre i va desaparèixer. Aquesta contalla sembla una adaptació del mite de Plutó i Prosèrpina.